# Korsàkovka
Korsàkovka (en rus: Корсаковка) és un poble de l'óblast de Sakhalín, que el 2013 tenia 7 habitants. Pertany al districte d'Aleksàndrovsk-Sakhalinski.